# 慶應義塾大学環境情報学部

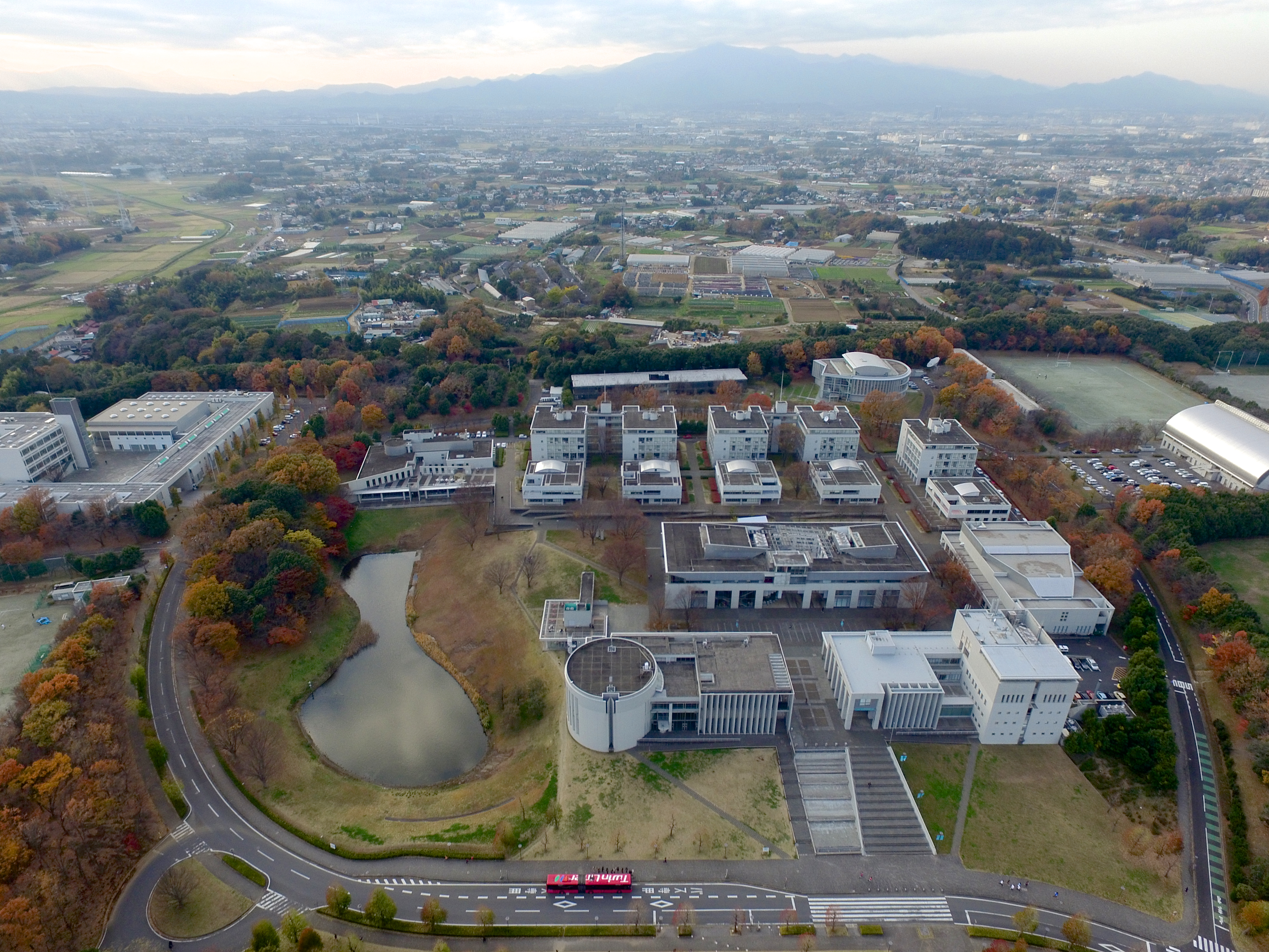
湘南藤沢キャンパス

慶應義塾大学環境情報学部（けいおうぎじゅくだいがく かんきょうじょうほうがくぶ）は、神奈川県藤沢市遠藤に所在する、慶應義塾大学湘南藤沢キャンパス (SFC) に置かれる環境情報学部である。

## 概要
加藤寛、高橋潤二郎、竹中平蔵などが設立に参画し、1990年に慶應義塾大学湘南藤沢キャンパスに開設された。幅広い分野の領域を扱い、科学技術やデザインによる創造的問題解決を理念とする。

## 学部
- 入学定員425人、収容定員1700人[5]
  - 先端情報システム分野 - インターネット、コンピューターネットワーク[6]
  - 先端領域デザイン分野 - デザイン、アート[6]
  - 先端生命科学分野 - 生命、健康、医療、食品、環境[6]
  - 環境デザイン分野 - 都市環境デザイン、地域環境デザイン、地球環境デザイン[6]
  - 人間環境科学分野 - 言語の認知と学習機能、人間の活動[6]

## 研究所
- 慶應義塾大学SFC研究所
- 慶應義塾大学先端生命科学研究所

## 著名な出身者
政治
- 橋本岳 - 元厚生労働副大臣、橋本龍太郎の次男

経済
- 佐野陽光 - クックパッド創業者・元社長
- 高橋直大 - AtCoder社長
- 平尾丈 - じげん社長
- 柳澤大輔 - カヤックCEO

マスコミ・ジャーナリズム
- 浜崎綾 - フジテレビジョンディレクター
- 宗岡芳樹 - 元ニッポン放送プロデューサー、ギャラクシー賞ラジオ部門優秀賞
- 佐波優子 - 戦後問題ジャーナリスト、予備陸士長、モデル、「真の近現代史観」懸賞論文最優秀藤誠志賞

研究
- 村井純 - 情報工学
- 井出博生 - 医療経営学、千葉大学准教授
- 尾澤重知 - 情報工学、早稲田大学准教授
- 加藤貴昭 - 人間工学、慶應義塾大学教授、元マイナーリーグ選手
- 佐藤文香 - フェミニズム、一橋大学教授、国際女性学会女性学研究国際奨励賞
- 鈴木涼美 - 社会学、作家、元AV女優
- 田代光輝 - 社会学、慶應義塾大学特任准教授、グッドデザイン賞金賞、社会情報学会社会貢献賞
- 長谷部葉子 - 教育学、慶應義塾大学准教授
- 両角亜希子 - 教育学、東京大学大学院教授
- 濱野智史 - 社会学、日本技芸リサーチャー、テレコム社会科学賞
- 古市憲寿 - 社会学、慶應義塾大学SFC研究所上席所員、日本学術振興会育志賞
- 宮垣元 - 社会学、慶應義塾大学教授
- 脇田玲 - 計算機科学、慶應義塾大学教授
- 渡邊恵太 - デザイン、明治大学准教授

芸術
- 佐藤智加 - 小説家、文藝賞優秀賞
- 新庄耕 - 小説家、すばる文学賞
- 草野原々 - SF作家、星雲賞日本短編部門
- 柄沢祐輔 - 建築家、文化庁メディア芸術祭優秀賞
- 布山タルト - アニメ―ター、東京藝術大学教授、文化庁メディア芸術祭優秀賞

芸能
- 一青窈 - 歌手、日本レコード大賞最優秀新人賞、日本有線大賞最優秀新人賞
- KREVA - ラッパー、KICK THE CAN CREWメンバー
- しあ - ラッパー
- 北山陽一 - 歌手、ゴスペラーズメンバー
- 山崎あおい - シンガーソングライター
- 尾崎裕哉 - シンガーソングライター、ラジオパーソナリティー、尾崎豊の長男
- 関取花 - シンガーソングライター
- 竹内美宥 - アイドル、元AKB48メンバー
- 山崎怜奈 - アイドル、元乃木坂46メンバー
- 紺野あさ美 - アイドル、元モーニング娘。メンバー、元テレビ東京アナウンサー
- 鈴木愛理 - アイドル、元℃-uteメンバー
- 三好真 - アイドル、関西ジャニーズJr.
- トリンドル玲奈 - モデル、女優、ファンタジア国際映画祭最優秀女優賞
- 坂口莉果子 - モデル、女優
- 三田ちとせ - モデル、女優
- ウォーターハウス美希 - 女優
- 岡村いずみ - 女優、第59回ブルーリボン賞新人賞
- 矢部裕貴子 - 女優、モデル
- 白鳥由夏 - 女優
- 大後寿々花 - 女優
- 鈴木勝大、ジュノン・スーパーボーイ・コンテスト準グランプリ
- 水嶋ヒロ - 俳優、エランドール賞新人賞
- 岩松祐輝 - 俳優
- 今村久美 - 声優、歌手
- 松来未祐 - 声優、歌手
- 西尾夕香 - 声優、歌手
- 篠原かをり - タレント、作家
- 池澤あやか - タレント、女優
- 酒井景都 - デザイナー、モデル
- 安達しほり - お笑い芸人
- キタサヤカ - お笑い芸人、コラムニスト
- 高木里代子 - ジャズ・ピアニスト、タレント
- すしらーめん《りく》 - YouTuber

アナウンサー、気象予報士
- 小澤陽子 - フジテレビアナウンサー
- 田中大貴 - 元フジテレビアナウンサー
- 岩本乃蒼 - 日本テレビアナウンサー、元タレント
- 脊山麻理子 - 元日本テレビアナウンサー、タレント
- 藤井貴彦 - 日本テレビアナウンサー
- 本間智恵 - テレビ朝日アナウンサー
- 野村彩也子 - TBSアナウンサー
- 小田川肇 - 元NHKアナウンサー
- 小原和樹 - NHKアナウンサー
- 本多真弓 - 元秋田朝日放送アナウンサー
- 中尾真亜理 - 日本海テレビジョン放送アナウンサー
- 勅使河原由佳子 - 東海テレビ放送アナウンサー
- 渋佐和佳奈 - WOWOWアナウンサー
- 田代大輔 - 気象予報士
- 歌原奈緒 - 気象予報士、タレント
- 岡田沙也加 - 気象予報士

スポーツ
- 加藤幹典 - 野球選手、東京ヤクルトスワローズ2007年ドラフト指名選手
- 伊藤隼太 - 野球選手、阪神タイガース2011年ドラフト指名選手
- 佐野川リョウ - 野球選手、北米独立リーグなどでプレー
- 田中奏一 - サッカー選手、元U-20サッカー日本代表
- 柳田将洋 - バレーボール選手、バレーボール全日本男子
- 廣瀬英行 - 陸上競技選手、短距離走選手、2011年アジア陸上競技選手権大会金メダル
- 豊田兼 - 陸上競技選手、短距離走選手、パリ五輪（2024）代表
- 立石諒 - 水泳選手、ロンドンオリンピック男子200m平泳ぎ銅メダル
- 棟朝銀河 - トランポリン選手、リオデジャネイロオリンピック個人4位
- 国本京佑 - レーシングドライバー、F3マカオグランプリ優勝
- 川本竜史 - 体育学者、大東文化大学教授、全日本大学女子サッカー連盟理事長

その他
- 今村久美 - NPOカタリバ代表理事
- 山本繁 - 元NEWVERY理事長
- 佐藤和歌子 - フリーライター
- Tehu - プログラマー、現代ビジネスCTO
- 江渡浩一郎 - メディアアーティスト、産業技術総合研究所企画主幹
- 渡邉康太郎 - コンテクストデザイナー、レッド・ドット・デザイン賞、iFデザイン賞
- 坂口亮 - VFXクリエーター、アカデミー科学技術賞
- 新宮良平 - 映像ディレクター、BNN映像作家100人選出
- 金子遊 - 映像作家、批評家、サントリー学芸賞、映画芸術評論賞佳作
- 浅野智也 - ゲームプロデューサー、スクウェア・エニックス第6ビジネス・ディビジョン・プロデューサー
- 吉原由香里 - 将棋棋士、女流棋聖
- 西山朋佳 - 将棋棋士、奨励会員、第11期女王
- 千宗屋 - 武者小路千家15代家元後嗣、京都国際観光大使